# لن درندل
لن درندل (انگلیسی: Len Dunderdale; ۶ فوریهٔ ۱۹۱۵ – ۱۱ ژانویهٔ ۱۹۸۹) بازیکن فوتبال اهل بریتانیا بود.
از باشگاه‌هایی که در آن بازی کرده‌است می‌توان به باشگاه فوتبال شفیلد ونزدی، باشگاه فوتبال لیدز یونایتد، باشگاه فوتبال لینکولن سیتی، باشگاه فوتبال سیتینگبورو، باشگاه فوتبال واتفورد، و باشگاه فوتبال والسال اشاره کرد.